# 栗本順三
栗本 順三（くりもと じゅんぞう、1901年12月16日 - 1979年4月28日）は、昭和時代の経営者。

## 人物・略歴
1901年（明治34年）12月16日生まれ。
生家は江戸時代末期に華岡青洲を生んだ華岡家。
栗本鐵工所創業者の栗本勇之助に見込まれ養子となる。
1927年（昭和2年）、京都帝国大学工学部電気工学科を卒業し、栗本鐵工所に入社。常務、専務を経て社長、会長をつとめる。
この間、大阪商工会議所副会頭、大阪市助役、阪神高速道路公団理事長、大阪府教育委員長、関西経済連合会副会長、帝塚山学院理事長などの要職を歴任した。
1979年（昭和54年）、77歳で死去。

## 主な受賞歴
- 1972年（昭和47年）、勲二等瑞宝章
- 1976年（昭和51年）、大阪文化賞[2]